# Juan Manuel Cavallo
Juan Manuel Cavallo (La Para, Provincia de Córdoba, Argentina, 8 de diciembre de 1981) es un exfutbolista argentino. Actualmente es director técnico y dirige al Deportivo Marquense de la Primera División de Guatemala.
Se destacaba como futbolista entre otras cualidades por su potencia en el área rival, con mucha movilidad, además de poseer un perfil zurdo con muy buena pegada de media y larga distancia.

## Trayectoria
En su trayectoria se encuentran clubes como Rangers de Talca, con quien llegó a disputar las semifinales del Torneo Clausura 2008. Luego pasó a formar parte de Cienciano del Cuzco, equipo con el cual debutó a nivel internacional al jugar la Copa Sudamericana 2009, ese año jugó 35 partidos y anotó 9 goles. Dio mucho que hablar, tanto por sus goles como por su peculiar celebración acerca de estar montando un caballo.
En 2010 fichó por el Albinegros de Orizaba, gracias a recomendaciones de Juan Máximo Reynoso, donde logró una destacada actuación, siendo una de las piezas claves y ayudando al equipo a llegar a semifinales del Torneo Apertura, transformándose en el goleador del mismo y en uno de los máximos anotadores del año en la Liga de Ascenso de México. Como fruto de ese momento le llega la chance de firmar para San Luis Fútbol Club, con quien disputa el Torneo Clausura 2011 y la Copa Libertadores de América.
En el segundo semestre de 2012, defendiendo los colores de Reboceros de La Piedad obtiene el Apertura Ascenso MX, logro que se vio potenciado en el primer semestre de 2013 en donde el equipo se consagra campeón de Liga de Ascenso de México y avanza a Primera División tras vencer en la final anual a Neza FC.
En la siguiente temporada, sella su incorporación a Leones Negros UDG, con quien vuelve a consagrarse campeón del Ascenso MX, obteniendo su segundo campeonato y ascenso de manera consecutiva.

## Clubes
| Club                     | País      | Año       |
| ------------------------ | --------- | --------- |
| Sportivo Belgrano        | Argentina | 2004      |
| 9 de Julio de Morteros   | Argentina | 2005      |
| Persik Kediri            | Indonesia | 2005      |
| Tiro Federal de Morteros | Argentina | 2006-2008 |
| Rangers                  | Chile     | 2008      |
| Cienciano                | Perú      | 2009      |
| Albinegros de Orizaba    | México    | 2010      |
| San Luis                 | México    | 2011      |
| Sportivo Desamparados    | Argentina | 2011      |
| Necaxa                   | México    | 2012      |
| La Piedad                | México    | 2012-2013 |
| Lobos BUAP               | México    | 2013      |
| Leones Negros UDG        | México    | 2014      |
| Atlanta                  | Argentina | 2014      |
| Irapuato                 | México    | 2015      |
| Alebrijes de Oaxaca      | México    | 2015-2017 |
| Crucero del Norte        | Argentina | 2017-2018 |
| Club Deportivo Marquense | Guatemala | 2019      |

## Palmarés

### Trofeos nacionales
| Título              | Club                   | País   | Año  |
| ------------------- | ---------------------- | ------ | ---- |
| Apertura Ascenso MX | Reboceros de La Piedad | México | 2012 |
| Ascenso MX          | Reboceros de La Piedad | México | 2013 |
| Ascenso MX          | Leones Negros UDG      | México | 2014 |

### Distinciones individuales
En 2010 se corona goleador de la Liga de Ascenso de México al convertir 19 goles a lo largo del año representando a Albinegros de Orizaba.
En 2012, defendiendo los colores de Reboceros de La Piedad, se transforma en el máximo anotador del Torneo Apertura de la Liga de Ascenso de México al concretar 13 goles (9 en la fase regular y 4 en la liguilla final) ayudando a su equipo a lograr el campeonato. Además en esa parte del año convierte 3 goles en la Copa México.

## Participaciones en copas nacionales
| Copa           | Club                   | País      | Año       |
| -------------- | ---------------------- | --------- | --------- |
| Copa Chile     | Rangers                | Chile     | 2008      |
| Copa Argentina | Sportivo Desamparados  | Argentina | 2011      |
| Copa México    | Reboceros de La Piedad | México    | 2012-2013 |
| Copa México    | Leones Negros UDG      | México    | 2014      |
| Copa México    | Irapuato               | México    | 2015      |
| Copa México    | Alebrijes de Oaxaca    | México    | 2015      |

## Participaciones en copas internacionales
| Copa                         | Club        | País   | Año  |
| ---------------------------- | ----------- | ------ | ---- |
| Copa Sudamericana            | Cienciano   | Perú   | 2009 |
| Copa Libertadores de América | San Luis FC | México | 2011 |